# The Slits
The Slits är en brittisk new wave-grupp bildad 1976 av Ari Up och Palmolive (ersatt efter några år av Budgie innan denne blev medlem av Siouxsie & The Banshees).
Gruppen turnerade med The Clash 1977 och blev en del av punkrörelsen. Debutalbumet Cut var ett samarbete med Dennis Bovell och innehåller reggae-influenser. Med det andra albumet Return of the Giant Slits från 1981 distanserade sig gruppen definitivt från punken med influenser från olika sorters etnisk musik. Gruppen har återförenats på 2000-talet och gav 2009 ut albumet Trapped Animal.

## Diskografi
- 1979 – Cut
- 1981 – Return of the Giant Slits
- 2005 – Live at The Gibus Club
- 2009 – Trapped Animal

## Källa
- The Slits Allmusic.com